# Imma rugosalis
Imma rugosalis är en fjärilsart som beskrevs av Walker 1858. Imma rugosalis ingår i släktet Imma och familjen Immidae. Inga underarter finns listade i Catalogue of Life.